# Язловецкий, Иероним
Иероним Язловецкий (ок. 1570—1607) — государственный и военный деятель Речи Посполитой, воевода подольский (1605—1607), староста червоноградский и сокальский, владелец Язловца.

## Биография
Представитель польского дворянского рода Язловецких герба «Абданк». Младший (четвертый) сын гетмана великого коронного и воеводы подольского Ежи (Юрия) Язловецкого и Эльжбеты Тарло, дочери чашника великого коронного Яна Тарло и Доротеи Тарновской.
Был воспитан в кальвинизме. В 1585 году Иероним Язловецкий был отправлен на учёбу за границу. Во время своей поездки находился на попечении каноника львовского и пробста рогатинского Перлицкого, 27 сентября записался на обучение в университет Ингольштадта в Баварии. Во время обучение перешёл из кальвинизма в римско-католическую веру, став ярым приверженцем католицизма.
После возвращения из-за границы на родину Иероним Язловецкий начал военную службу, участвовал в боях с крымскими татарами и валахами, а также турками в Венгрии. О нём писали, что «битвы для него игрушка, лагерь является домом, конь — сиденьем, панцирь — одеждой, танцы с татарами — забавой».
Как и его отец, Иероним Язловецкий участвовал в походе на турецкую крепость Очаков. Имел конфликт с Потоцкими (в 1598 году совершил вооруженное нападение на Городок, принадлежавший братьям Яну, Анджею, Якубу и Стефану Потоцким), Станиславом «Дьяволом» Стадницким и Константином Корняктом.
В 1605 году Иероним Язловецкий получил должность воеводы подольского. Во время пребывания в гостях у воеводы русского Станислава Гольского в Подгайцах имел конфликт с Войцехом Копичинским, выслал на него своих слуг, которые напали и убили его.
В 1606 году во время антикоролевского мятежа (рокоша) под руководством Николая Зебжидовского воевода подольский Иероним Язловецкий выступал на стороне польского короля Станислава III Вазы. Ездил с дипломатическими миссими в Стамбул, избирался послом на сейм в 1600 году и депутатом коронного трибунала.
Продолжал строительство Язловецкого замка, начатое его отцом.
Скончался в начале 1607 года, был похоронен в костёле доминиканцев в Язловце.
Со смертью Иеронима пресеклась мужская линия рода Язловецких. После смерти Иеронима его имения унаследовала его сестра Ядвига Бельжецкая, жена ротмистра Анджея Бельжецкого.

## Семья
Женился на княжне Элеоноре Острожской, дочери воеводы волынского и каштеляна краковского, князя Януша Константиновича Острожского и Сюзанны Середи. Брак был бездетным. В 1609 году Элеонора Острожская вторично вышла замуж за каштеляна трокского и ордината несвижского, князя Яна Ежи Радзивилла.